# Comitatul Decatur, Alabama
Comitatul Decatur, conform originalului din limba engleză, Decatur County, Alabama este un fost comitat al statului american Alabama. A fost numit după ofițerul naval, comandorul Stephen Decatur din United States Navy. Sediul comitatului a fost localitatea Woodville.

## Istoric
Comitatul Decatur a fost desemnat de Legislatura statului Alabama la 7 decembrie 1821. În anul următor, 1822, localitatea Woodville a fost aleasă ca sediu a comitatului.  Peste câțiva ani, o măsurătoare topografică a găsit că suprafața comitatului nu avea valoarea minimă constituțională.  Ca atare comitatul a fost desființat și suprafața sa a fost divizată 
între comitatele Madison și Jackson. Partea adăugată comitatului Madison a fost cunoscută pentru mult timp ca [The] "New Madison", Noul Madison.